# Jaber al-Ahmad al-Jaber al-Sabah
Jaber al-Ahmad al-Jaber al-Sabah (en arabe : جابر الأحمد الجابر الصباح), né le 29 juin 1926 à Koweït (Koweït) et mort le 15 janvier 2006 dans la même ville, est un homme d'État koweïtien, émir du Koweït de 1977 à 2006.

## Biographie
Membre de la dynastie des Al Sabah, qui dirige le Koweït depuis sa fondation comme cheikhat au XVIIIe siècle, il est le troisième fils d'Ahmad Al-Jaber Al-Sabah, cheikh de 1921 à 1950.
Jaber reçoit son éducation à l'école Al-Moubarakiya. En 1949, il est nommé directeur des services publics du gouvernorat d'Al Ahmadi (nommé ainsi d'après son père). En 1962, il est promu ministre des Finances et de l'Économie du Koweït et se sert des revenus de la rente pétrolière pour transformer une société tribale en pays moderne et urbanisé avec l'un des plus forts PIB par habitant. Il devient Premier ministre en 1965 puis il est nommé prince héritier en 1966. Il succède finalement à son cousin Sabah III en 1977.

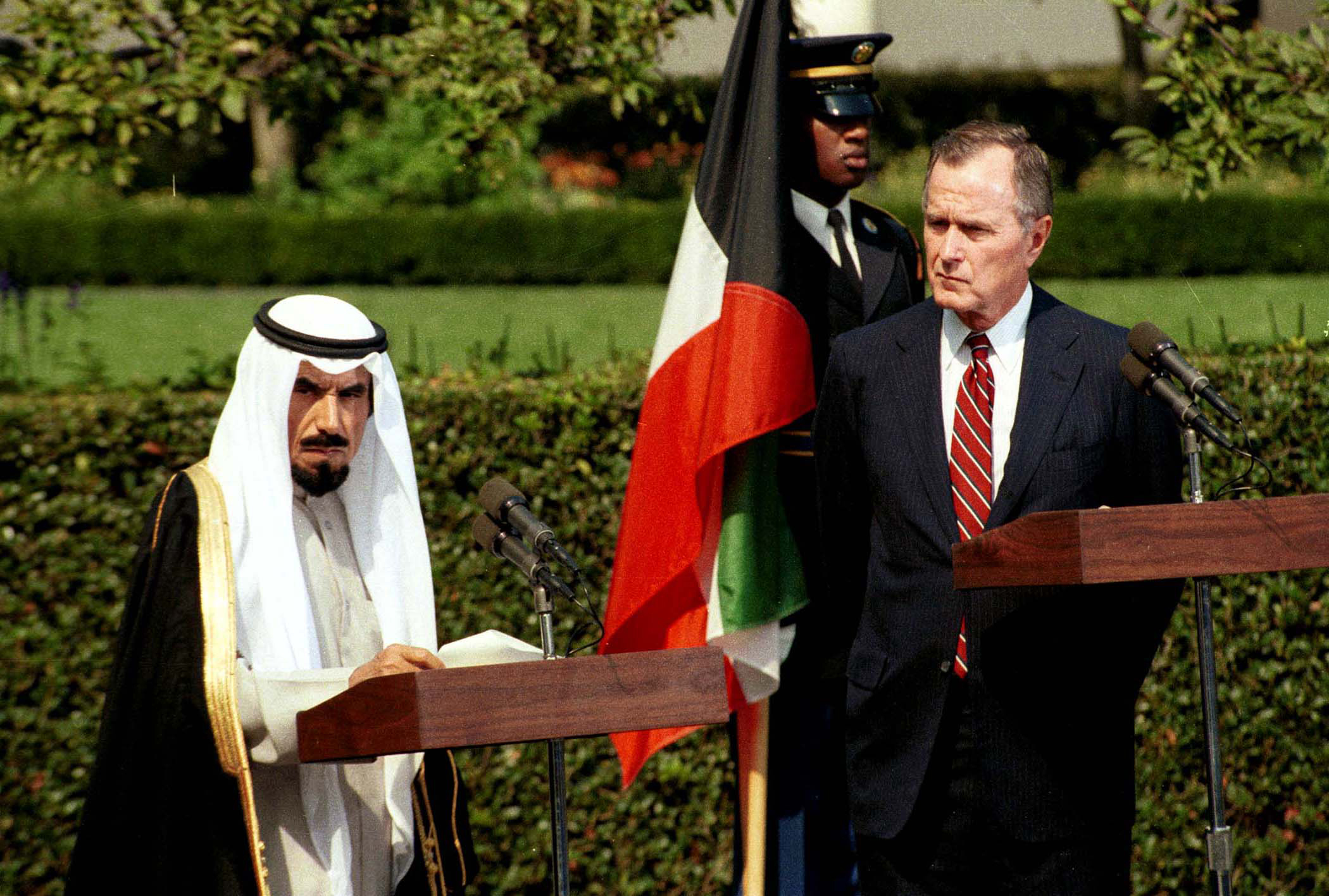
L'émir Jaber al-Ahmad et le président américain George Bush en 1990.

Le 25 mai 1985, il survit à une tentative d'assassinat perpétré par un militant pro-iranien conduisant un véhicule piégé. Après l'invasion du Koweït en août 1990, il part en exil en Arabie saoudite avec d'autres membres de la famille royale, et se lance dans une campagne de lobbying pour faire libérer son pays. Il rentre finalement d'exil le 14 mars 1991, peu de temps après la fin de l'opération Tempête du désert. À son retour d'exil, il réinstaure l'Assemblée nationale. Le 16 mai 1999, il propose un amendement à la loi électorale permettant le droit de vote des femmes, mais cette mesure est rejetée par l'Assemblée nationale qui ne l'accepte qu'en 2005.
À sa mort, le 15 janvier 2006, Jaber est remplacé par le prince héritier Saad et le gouvernement annonce trois jours de fermeture des services publics ainsi qu'un deuil de 40 jours.

## Vie personnelle et décès
En 1997, Jaber Al-Sabah a au moins quatre femmes et sept enfants.
En septembre 2001, Jaber est victime d'une attaque cérébrale et se rend au Royaume-Uni pour y être soigné. Il meurt le 15 janvier 2006, à l'âge de 79 ans, des suites de l'hémorragie cérébrale dont il avait été victime en 2001 et le prince héritier Saad Al-Abdullah Al-Salim Al-Sabah lui succède. Le gouvernement annonce un deuil de 40 jours et ferme ses bureaux pendant trois jours. Bahreïn déclare quarante jours de deuil ; la Jordanie annonce sept jours de deuil ; le Yémen, l'Égypte, l'Irak , l'Algérie, Oman, la Syrie, le Pakistan, l'île Maurice et l'État de Palestine déclarent tous trois jours de deuil ; l'Inde déclare un jour de deuil. Il est enterré au cimetière de Sulaibikhat aux côtés de ses proches.

## Décorations étrangères
- Grand collier de l'ordre du roi Abdelaziz (Arabie Saoudite)
- Collier de l'ordre d'Al-Khalifa (Bahreïn)
- Chevalier du grand ordre de Mugunghwa (Corée du Sud)
- Grand cordon de l'ordre du Nil (Égypte)
- Grand-croix de la Légion d'honneur (France)
- Grand cordon de l'ordre de l'Étoile de la république d'Indonésie (en)
- Grand cordon de l'ordre du Chrysanthème (Japon)
- Collier de l'ordre de Ali ibn Hussein (Jordanie)
- Grand cordon de l’ordre du Cèdre du Liban
- Grand cordon de l'ordre de la Couronne du Royaume (Malaisie)
- Collier de l'ordre du Trône (Maroc)
- Collier de l'ordre national du Mérite (Oman)
- Collier de l'ordre de la république de Pakistan (en) (Pakistan)
- Grand cordon de l'ordre de l'Indépendance (Qatar)
- Grand-croix de l'ordre de l'Étoile de Roumanie
- Chevalier commandeur de l'ordre du Bain (Royaume-Uni)
- Chevalier grand-croix honoraire de l'ordre de Saint-Michel et Saint-Georges (Royaume-Uni)
- Collier de l’ordre El-Nilein (Soudan)
- Collier de l'ordre de l'Indépendance (Tunisie)
- Grand-croix de l’ordre de l’Étoile yougoslave